# ماکسیم امو
ماکسیم اَمو (به فرانسوی: Maxime Hamou؛ زادهٔ ۸ ژوئن ۱۹۹۵ در نیم فرانسه) تنیس‌باز فرانسوی است. بالاترین رتبهٔ او در رده‌بندی انجمن تنیس حرفه‌ای در بخش تک‌نفره ۲۱۱ (ژوئیهٔ ۲۰۱۵) و در بخش دو نفره ۷۴۴ (۱۸ ژوئیهٔ ۲۰۱۶) بوده است. در بخش جوانان، بالاترین رتبهٔ او ۸ بوده که در ۲۰۱۳ کسب شده است.

## حرفه
او برای اولین بار در ۲۰۱۵ به مسابقات آزاد فرانسه دعوت شد.

### حادثهٔ ۲۰۱۷
امو در جریان مسابقات تنیس آزاد ۲۰۱۷ فرانسه، از فرط خوشحالی و هیجان سه بار مَلی توما، گزارشگر زن تلویزیون یورواسپورت، را حین پخش زندهٔ تلویزیونی به‌زور از سر و گردن بوسید که با مقاومت او مواجه شد. حاضران در استودیو با دیدن این صحنه‌ها خندیدند و کف زدند. مسئولان مسابقات، امو را به دلیل آزار جنسی از محل برگزاری مسابقات اخراج کردند، البته امو پیشتر همان روز از دور مسابقات حذف شده بود. توما بعداً گفت که اگر پخش زنده نبود، با مشت توی صورت امو می‌زد. امو فردای آن روز از توما پوزش خواست.